# Hippotragus niger variani
L'antilope nera gigante è una rara sottospecie di antilope nera endemica della regione compresa fra i fiumi Cuando e Luango, in Angola.
Si pensava che la specie fosse ormai estinta in natura a causa della lunga guerra civile che ha martoriato il paese negli ultimi anni. Tuttavia per la prima volta dal 1982, Pedro Vaz Pinto, direttore luso-angolano della Fundazione Kissama e professore del Centro de Estudos e Investigação Científica da Universidade Católica de Angola (UCAN), nel 2006 ne ha fotografato un gruppo nel Parco de Cangandala, nella província di Malange, un altopiano al centro del Paese.
Gli abitanti dell'Angola hanno un grande rispetto per quest'animale, che nella mitologia africana (come tutte le antilopi) simboleggia la vivacità, la velocità e la bellezza: probabilmente è questo il motivo principale per cui è riuscito a sopravvivere nonostante la guerra civile.

## Aspetto
Maschi e femmine sono molto simili fra loro fino al terzo anno d'età, quando i maschi iniziano a diventare più scuri e le loro corna a crescere in maniera spropositata.
Un maschio adulto misura 116-150 cm al garrese e pesa anche 240 kg, mentre la femmina resta più piccola. I maschi sono neri, mentre le femmine ed i giovani sono marrone-rossiccio: tuttavia, nelle popolazioni più meridionali, le femmine sono bruno-nerastre. Sia i maschi che le femmine dopo i due mesi d'età presentano la faccia bianca, con tre strisce nere che vanno dagli occhi ai lati della bocca e dalla base delle corna al centro delle sopracciglia.
Entrambi i sessi sono forniti di corna: nei maschi esse sono curvate a mezzaluna e raggiungono 165 cm di lunghezza, mentre nelle femmine restano quasi dritte e sono lunghe al massimo 1 metro.
I maschi utilizzano le corna nei combattimenti, che raramente sono mortali, poiché essi si limitano a spingersi l'un l'altro, testa a testa (un po' come dei tori), e non si infilzano mai volontariamente come i cervi.

## Habitat
Le antilopi nere giganti tendono a vivere vicino a fonti d'acqua, dove i germogli e le foglie sono più succosi. Sono specializzate nel brucare le piante che crescono sui grandi termitai.
Si nutrono soltanto delle erbe che raggiungono altezze fra i 4 ed i 14 cm, mangiandone solo le foglie ed evitando gli steli: questa dieta molto specifica ha probabilmente decretato il loro declino.

## Curiosità
L'antilope nera gigante (in portoghese palanca negra) è il simbolo della nazionale di calcio dell'Angola.